# Summit (supercomputer)

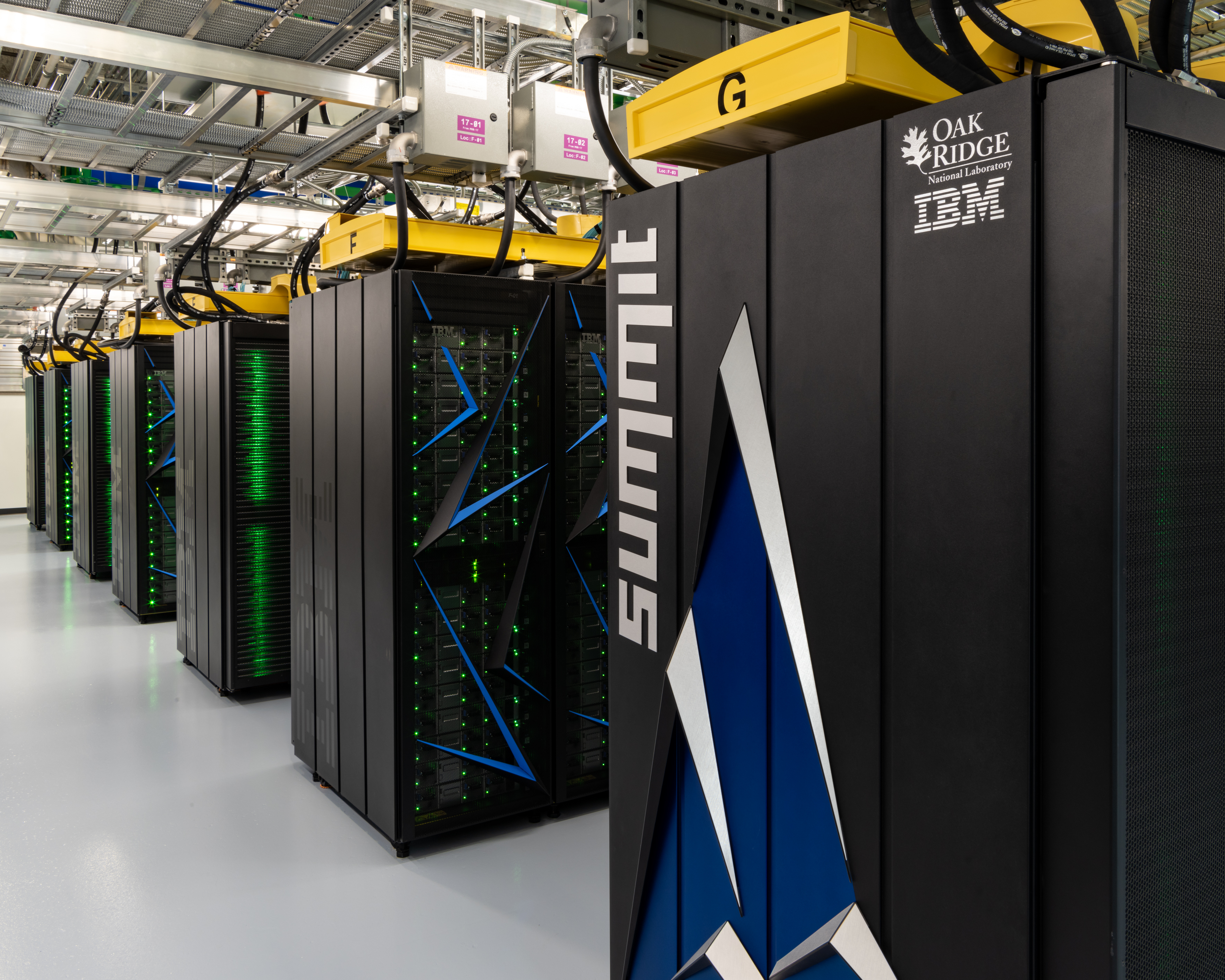
Summit

Summit o OLCF-4 è un supercomputer sviluppato da IBM per lo Oak Ridge National Laboratory, che dall'8 giugno 2018 è il più veloce supercomputer al mondo con 200 petaFLOPS Attualmente il benchmark LINPACK lo registra a 122.3 petaflops. Da giugno 2018 è anche il 5º al mondo per miglior efficienza energetica con una efficienza di 13,889 GFlop/watt. Summit è anche il primo supercomputer a raggiungere una velocità dell'ordine "Esa", con 1,88 esaFLOP durante una analisi genomica, e ci si aspetta raggiunga anche i 3,3 esaFLOP usando il calcolo a precisione mista.